# Compliance (película)
Compliance es una película de suspenso estadounidense de 2012, escrita y dirigida por Craig Zobel, basada en una estafa de llamada telefónica de búsqueda al desnudo que tuvo lugar en Mount Washington, Kentucky, en la que una persona que llamó, haciéndose pasar por un oficial de policía, convenció al gerente de un restaurante para llevar a cabo actividades ilegales y procedimientos intrusivos hacia un empleado. Está protagonizada por Ann Dowd, Dreama Walker, Pat Healy y Bill Camp.
Tuvo su estreno mundial en el Festival de Cine de Sundance el 21 de enero de 2012. Fue estrenada el 17 de agosto de 2012 por Magnolia Pictures. La actuación de Dowd como Sandra, la gerente, ganó el Premio de la National Board of Review a la Mejor Actriz de Reparto.

## Argumento
Sandra (Ann Dowd), gerente del restaurante de comida rápida ChickWich, recibe una llamada de alguien que se identifica como el oficial Daniels. Este afirma estar en contacto con el Gerente Regional sobre un cliente al que supuestamente un empleado le robó dinero ese día. Daniels afirma que está registrando la residencia del sospechoso, pero permanecerá al teléfono mientras Sandra detiene al empleado hasta que llegue la policía. Sandra identifica a Becky (Dreama Walker) como la sospechosa según la descripción, y Daniels confirma el nombre.
Sandra lleva a Becky a una oficina del restaurante con otra empleada, Marti (Ashlie Atkinson). Ella niega el robo. A instancias de Daniels, Sandra busca en los bolsillos y el bolso de Becky y no encuentra nada. Diciéndole que la alternativa es que Becky vaya a la cárcel, Daniels le ordena que cachee desnuda a Becky. Daniels le dice a Sandra que él y otros oficiales están registrando la casa de Becky bajo la sospecha de que su hermano está involucrado en drogas y que Becky puede estar involucrada. Le pide a Sandra que ponga la ropa de Becky en una bolsa y la lleve a su auto para que la policía la inspeccione.
Sandra insiste en que reanude la gestión del restaurante ya que está ocupada. Después de que Daniels estipula que un empleado varón vigile a Becky por "razones de seguridad", se trae a otro empleado, Kevin (Philip Ettinger), pero cuestiona las instrucciones de Daniels y se va. El prometido de Sandra, Van (Bill Camp), se hace cargo; bajo la presión de Daniels por las cervezas que bebió antes de conducir al restaurante, Becky realiza saltos desnudos para "sacudir" cualquier contrabando oculto en su cuerpo. Después de las protestas de Becky, Daniels hace que Van la azote. Eventualmente, Becky es obligada a practicarle sexo oral a Van. Van se va sintiéndose culpable y es reemplazado por el custodio, Harold (Stephen Payne), quien está indignado por las instrucciones de Daniels. Harold le cuenta a Sandra sobre las órdenes de Daniels; ella llama al Gerente Regional, quien le dice que no tiene idea de ninguna investigación.
La policía descubre que un incidente similar ocurrió en otro lugar. Daniels es identificado por grabaciones de circuito cerrado y arrestado; él es un hombre de familia que trabaja como vendedor por teléfono. Becky se encuentra con un abogado para discutir opciones para demandar a Sandra. Sandra, ahora desempleada y que ya no ve a Van, le dice a un periodista que es una víctima inocente.

## Reparto
- Ann Dowd como Sandra Frum
- Dreama Walker como Becky
- Pat Healy como el que llama ("Oficial Daniels")
- Bill Camp como Van
- Philip Ettinger como Kevin
- James McCaffrey como Detective Neals
- Ashlie Atkinson como Marti
- Stephen Payne como Harold

## Lanzamiento
Compliance se estrenó en el Festival de Cine de Sundance en enero de 2012. La película recibió un estreno limitado en los Estados Unidos a partir del 17 de agosto de 2012. Fue estrenada por Soda Pictures en el Reino Unido e Irlanda el 22 de marzo de 2013.

## Recepción
La película recibió críticas generalmente positivas y la actuación de Dowd como la gerente del restaurante manipulada fue recibida con elogios de la crítica, lo que le valió el Premio de la National Board of Review a la Mejor Actriz de Reparto. El sitio web del agregador de reseñas Rotten Tomatoes informa un índice de aprobación del 89% con una calificación promedio de 7.5/10 basada en 140 reseñas. El consenso del sitio web dice: «Anclado por una dirección inteligente y sensible y actuaciones sólidas, Compliance es un thriller extraído de los titulares que es a la vez apasionante e inquietante». En Metacritic, tiene una puntuación de 68 sobre 100 basada en 32 reseñas, lo que indica "críticas generalmente favorables".
En el estreno en el Festival de Cine de Sundance de 2012, Compliance se encontró con controversia, ya que la respuesta de la audiencia incluyó varias huelgas y gritos durante la sesión de preguntas y respuestas de la película.

## Premios y nominaciones
| Premio                                                  | Categoría                                    | Nominado      | Resultado |
| ------------------------------------------------------- | -------------------------------------------- | ------------- | --------- |
| AARP Movies for Grownups Awards                         | Mejor Actriz                                 | Ann Dowd      | Nominado  |
| Academy of Science Fiction, Fantasy & Horror Films, USA | Mejor Película Independiente                 | Compliance    | Nominado  |
| Academy of Science Fiction, Fantasy & Horror Films, USA | Mejor Actriz                                 | Ann Dowd      | Nominado  |
| Alliance of Women Film Journalists                      | Mejor Actuación Revelación                   | Ann Dowd      | Nominado  |
| Amazonas Film Festival                                  | Mejor Película                               | Compliance    | Ganador   |
| Broadcast Film Critics Association Awards               | Mejor Actriz de Reparto                      | Ann Dowd      | Nominado  |
| Casting Society of America, USA                         | Logro destacado en casting                   | Compliance    | Nominado  |
| Central Ohio Film Critics Association                   | Mejor Actriz de Reparto                      | Ann Dowd      | Nominado  |
| Cinema Eye Honors Awards, US                            | Premio Heterodox                             | Craig Zobel   | Nominado  |
| Dallas-Fort Worth Film Critics Association Awards       | Mejor Actriz de Reparto                      | Ann Dowd      | Nominado  |
| Deauville Film Festival                                 | Gran Premio Especial                         | Craig Zobel   | Nominado  |
| Detroit Film Critics Society Awards                     | Mejor Actriz de Reparto                      | Ann Dowd      | Nominado  |
| Detroit Film Critics Society Awards                     | Artista Revelación                           | Craig Zobel   | Nominado  |
| Dublin Film Critics Circle Awards                       | Mejor Guion                                  | Craig Zobel   | Nominado  |
| Fangoria Chainsaw Awards                                | Mejor Realización Limitada                   | Compliance    | Nominado  |
| Fangoria Chainsaw Awards                                | Mejor Actor de Reparto                       | Pat Healy     | Nominado  |
| Fangoria Chainsaw Awards                                | Mejor Actriz de Reparto                      | Dreama Walker | Nominado  |
| Film Independent Spirit Awards                          | Mejor Actriz de Reparto                      | Ann Dowd      | Nominado  |
| Ghent International Film Festival                       | Mejor Película                               | Compliance    | Nominado  |
| Indiewire Critics' Poll                                 | Mejor Actuación de Reparto                   | Ann Dowd      | Nominado  |
| Festival Internacional de Cine de Locarno               | Leopardo de Oro                              | Craig Zobel   | Nominado  |
| Festival Internacional de Cine de Locarno               | Competencia Internacional                    | Compliance    | Nominado  |
| Milwaukee Film Festival                                 | Mejor Película                               | Compliance    | Nominado  |
| National Board of Review, USA                           | Mejor Actriz de Reparto                      | Ann Dowd      | Ganador   |
| National Board of Review, USA                           | Top 10 - Películas Independientes            | Compliance    | Ganador   |
| Online Film & Television Association                    | Mejor Actriz de Reparto                      | Ann Dowd      | Nominado  |
| Online Film & Television Association                    | Mejor Actuación Revelación - Femenino        | Ann Dowd      | Nominado  |
| Online Film Critics Society Awards                      | Mejor Actriz de Reparto                      | Ann Dowd      | Nominado  |
| Phoenix Film Critics Society Awards                     | Performance revelación detrás de cámara      | Craig Zobel   | Nominado  |
| Santa Barbara International Film Festival               | Virtuoso Award                               | Ann Dowd      | Ganador   |
| Sarasota Film Festival                                  | Mejor Narrativa                              | Craig Zobel   | Nominado  |
| Festival de Cine de Sitges                              | Mejor Película                               | Compliance    | Nominado  |
| St. Louis Film Critics Association, US                  | Mejor Actriz de Reparto                      | Ann Dowd      | Ganador   |
| St. Louis Film Critics Association, US                  | Mejor Película Creativa                      | Compliance    | Ganador   |
| Festival Internacional de Cine de Estocolmo             | Mejor Película                               | Compliance    | Nominado  |
| Festival de Cine de Sundance                            | Best of Next!                                | Compliance    | Nominado  |
| Tallinn Black Nights Film Festival                      | Mejor Película Independiente de Norteamérica | Compliance    | Nominado  |
| Toronto Film Critics Association Awards                 | Mejor Actriz de Reparto                      | Ann Dowd      | Nominado  |
| Utah Film Critics Association Awards                    | Mejor Actriz de Reparto                      | Ann Dowd      | Nominado  |
| Village Voice Film Poll                                 | Mejor Actriz de Reparto                      | Ann Dowd      | Nominado  |
| Village Voice Film Poll                                 | Mejor Actriz                                 | Ann Dowd      | Nominado  |
| Women Film Critics Circle Awards                        | Adrienne Shelly Award                        | Compliance    | Ganador   |